# إيزيدور جوفروا سانت ايلار
إيزيدور جوفروا سانت ايلار (بالفرنسية: Isidore Geoffroy Saint-Hilaire)‏ (و. 1805 – 1861 م) هو عالم حيوانات وطيور من فرنسا ولد في باريس. وكان عضواً في الأكاديمية الهنغارية للعلوم، والأكاديمية الفرنسية للعلوم، والأكاديمية الروسية للعلوم .توفي في باريس، عن عمر يناهز 56 عاماً.

## روابط خارجية
- إيزيدور جوفروا سانت ايلار على موقع الموسوعة البريطانية (الإنجليزية)